# Murilo Antunes
Murilo Antunes Fernandes de Oliveira (Pedra Azul, 25 de Junho de 1950) é um poeta, compositor e publicitário brasileiro. É um dos letristas do Clube da Esquina. Morou em Montes Claros, onde conheceu Beto Guedes e mudou-se para Belo Horizonte aos 15 anos. Na Capital, ficou amigo de Fernando Brant, Toninho Horta, Tavinho Moura, Lô Borges, Vermelho, Márcio Borges, Flávio Venturini e Cláudio Venturini que vieram a fazer parte do Clube da Esquina. 
Em 1972 participou da primeira audição do disco Clube da Esquina na casa dos Borges e com a composição de “Nascente”, marcou presença no disco Clube da Esquina 2 em 1978, ano em que também escreveu seu primeiro livro de poemas O gavião e a Serpente. 
Murilo quase foi jogador de futebol profissional sendo chamado para jogar no time do Atlético. Decidiu partir para a vida artística em 1968 quando compôs sua primeira música Super Heroi.
Em 27 de novembro de 2012 foi lançado o filme dirigido por Fernando Batista "Murilo Antunes: Como Se a Vida Fosse Música" na II Mostra de Cinema Espanhol e Latino Americano de Belo Horizonte. O filme fala sobre a trajetória do letrista e poeta e conta com a presença de Márcio Borges, Ronaldo Bastos e Fernando Brant.

## Obras
- A porca torce o rabo no forrobodó (com Cláudio Nucci)
- Alma de balada (com  Flávio Venturini)
- Alma de gato (com  Tavinho Moura)
- As lavadeiras (com  Tavinho Moura e Nivaldo Ornellas)
- Baião levado (com  Cláudio Nucci)
- Besame (com  Flávio Venturini)
- Vida nova (com  Lô Borges)
- Viver, viver (com  Lô Borges e Márcio Borges)
- Viva Zapátria (com Sirlan)